# 萨利赫·伊本·阿里
萨利赫·伊本·阿里（711年—769年，阿拉伯语：‎，Salih ibn Ali ibn Abdallah ibn al-Abbas）是阿拔斯王朝开国功臣，叙利亚和埃及的总督。他是阿拔斯家族的成员，为阿里·伊本·阿卜杜拉·伊本·阿拔斯之子，阿卜杜拉·伊本·阿里之弟，哈里发萨法赫、曼苏尔的叔叔。

## 生平
萨利赫和阿卜杜拉·伊本·阿里兄弟二人在750年占领了伍麦叶王朝首都大马士革，并在埃及杀死末代哈里发马尔万二世。

750年8月9日，萨利赫被任命为首任埃及总督。不久，又转任巴勒斯坦军区（Jund Filastin）总督。任内，他派遣Sa'id ibn Abdallah出征东罗马帝国安纳托利亚地区。753年8月他再度被任命为埃及总督，直到755年2月21日。哈里发阿布·阿拔斯死后，曼苏尔继位。754年，他的兄弟阿卜杜拉在叙利亚发动继位战争。萨利赫拒绝加入他兄弟的战争，甚至带兵进入叙利亚。他击败了阿卜杜拉任命的巴基斯坦总督al-Hakam ibn Da'ban，同时，阿卜杜拉·伊本·阿里被阿布·穆斯林打败。

尽管兄弟阿卜杜拉叛乱，萨利赫和他的家人在叙利亚的统治仍然稳固，持续了半个世纪。如萨利赫的儿子法德尔、Ibrahim和Abd al-Malik相继成为了叙利亚和埃及的总督。 萨利赫也能在这些地区沿用伍麦叶王朝的统治方式。此外，他在加强阿拔斯前线的防御工事（thughur）发挥了重要作用，重新占领和重建了原先的东罗马城市，如馬拉蒂亞 (Malatya), 馬拉什 (Mar'ash)和 马希撒(al-Massisa)。 769年，他死于叙利亚。

## 家庭
- 兄弟：阿卜杜拉·伊本·阿里
- 儿子：法德尔, Ibrahim和Abd al-Malik
- 侄子：阿布·阿拔斯、曼苏尔